# Gil Garea
Gildardo "Gil" González Garea fue un pintor mexicano. Nació en la Ciudad de México el 28 de octubre de 1954 ; murió el 24 de enero de 2022. En los ochenta emigró a la ciudad de Colima, donde elaboró toda su obra. Con el paso de los años se integró al Taller de Experimentación Gráfica del Centro de Investigación y Experimentación Plástica del Instituto Nacional de Bellas Artes-Secretaría de Educación Pública en México, Distrito Federal. Además de sus múltiples exposiciones colectivas e individuales ha sido premiado a lo largo de su carrera con diversas distinciones como el primer lugar del concurso de cartel taurino Pinturerías, convocado hace tiempo por la Fundación Cultural Televisa. Varias acuarelas, serigrafías y huecograbados se encuentran expuestas en la Pinacoteca Universitaria Alfonso Michel de la Universidad de Colima, mientras que otras se pueden ver en varios museos del país en los estados de Jalisco, Oaxaca, Colima y la Ciudad de México.